# Neritina pulligera
Neritina pulligera е вид коремоного от семейство Neritidae.

## Разпространение
Видът е разпространен в Австралия (Куинсланд и Северна територия), Вануату, Гуам, Индия (Андамански и Никобарски острови), Индонезия (Бали, Калимантан, Малки Зондски острови, Малуку, Папуа, Сулавеси, Суматра и Ява), Кения, Коморски острови, Мавриций, Мадагаскар, Малайзия, Микронезия, Мозамбик, Нова Каледония, Палау, Папуа Нова Гвинея, Реюнион, Сейшели, Соломонови острови (Санта Крус), Тайланд, Танзания, Фиджи, Филипини и Южна Африка (Източен Кейп и Квазулу-Натал).